# Euphydryas superba
Euphydryas superba är en fjärilsart som beskrevs av John Kern Strecker 1878. Euphydryas superba ingår i släktet Euphydryas och familjen praktfjärilar. Inga underarter finns listade i Catalogue of Life.